# Изео (езеро)
Изео (на италиански: Lago d'Iseo) е 6-то по големина езеро в Италия и 4-то по големина италианско алпийско езеро. Разположено е в подножието на Бергамските Алпи, на 186 m н.в., на територията на областта Ломбардия. Простира се от север на юг на протежение от 20,4 km и ширина в централната част до 4,1 km. Площ 65,3 km², обем 8,1 km³, средна дълбочина 124 m, максимална 251 m. Котловината на езерото представлява краен басейн на древен планински ледник и има стръмни брегове. Има форма на обърната наляво латинска буква „L“. В средата му е разположен остров Монте Изола. Водосборният му басейн е с площ от 1777 km². През него протича река Ольо (ляв приток на По), която се влива в него от север в района на град Ловере и изтича от югозападния му ъгъл при град Сарнико. В езерото се извършва местно корабоплаване. По бреговете му са разположени няколко малки курортни градчета Ловере, Изео, Сарнико и др.
През 2016 г. известният американски скулптор и художник Христо Явашев реализира един от своите проекти в езерото, наречен „Плаващите кейове“. На езерото е изградена мрежа от светли пътеки, позволяващи на хората да ходят по водата. Посетен е от почти милион и половина души.